# Ministério Público Especial
O Ministério Público Especial junto ao Tribunal de Contas da União (MPTCU) é uma instituição brasileira secular, concebida na gênese do sistema de Controle Externo brasileiro e que, após 1988, recebeu inegável assento na Constituição Federal (arts. 130 e 73, § 2º, I). Sua primeira estruturação remonta ao decreto n.º 1166, de 17 de outubro de 1892, que disciplinava a estrutura do Tribunal de Contas da União.
Detendo a vocação de ramo independente do Ministério Público na seara da fiscalização contábil, financeira, orçamentária e patrimonial da Administração Pública direta e indireta do Estado, o Parquet de Contas, já no início da Nova República, teve a sua especialidade mais uma vez confirmada pelo Supremo Tribunal Federal, pois já sustentava, historicamente, essa situação.
"O MPTCU compõe-se de um procurador-geral, três subprocuradores-gerais e quatro procuradores".
De acordo com o entendimento do Supremo Tribunal Federal, “o ministério público junto ao TCU possui fisionomia institucional própria, que não se confunde com a do Ministério Público comum, sejam os dos Estados, seja o da União”.
A leitura conjugada do caput do art. 73 da CF-88 e de seu  § 2º, leva à conclusão de que a expressão “membros do Ministério Público junto ao Tribunal” (MPTCU) difere dos membros do Ministério Público que atuam perante os Tribunais (MP) e que esses membros do Parquet especial (MPTCU) integram a estrutura do TCU à medida que eles ascendem ao cargo de Ministro da Corte fazendo parte integrante do corpo de nove Ministros do TCU. Aliás, o STF já decidiu que o Ministério Público Especial encontra-se vinculado ao TCU: "Competência do TCU para fazer instaurar o processo legislativo concernente à estruturação orgânica do Ministério Público que perante ele atua".
O Ministério Público junto ao Tribunal de Contas da União (MPTCU) e seus Procuradores não estão sujeitos ao controle administrativo, financeiro e disciplinar por parte do CNMP (Conselho Nacional do Ministério Público).

## Regime jurídico constitucional
Com ofício junto aos Tribunais de Contas, os membros do MPC (denominados Procuradores de Contas) detém o mesmo regime jurídico dos demais integrantes do Ministério Público Nacional, sendo-lhes assegurado, pelo comando constitucional (art. 130), iguais direitos, vedações e forma de investidura constantes no Título IV, Capítulo IV, Seção I, da Constituição Federal.
Os membros do Ministério Público de Contas, portanto, despontam como agentes imprescindíveis para a execução do Controle Externo no Brasil, tal qual os demais órgãos da instituição ministerial o são para a função jurisdicional do Estado (tradicionalmente identificada nas competências do poder judiciário).
De outro lado, não se confundem os Procuradores de Contas com os membros dos Tribunais de Contas (chamados Conselheiros ou Ministros), os quais seguem, a exemplo dos magistrados, um estatuto jurídico diferenciado. Conforme destacado por Carlos Ayres Britto, ministro do Supremo Tribunal Federal que foi também Procurador de Contas do Estado de Sergipe, o art. 130 da Lei das Leis fala de ‘membros’ do Ministério Público junto aos Tribunais de Contas, o que significa a óbvia realidade de que ser membro de um Ministério Público é não ser membro de nenhum outro órgão estatal, aqui embutidas as Cortes de Contas (até porque os ‘membros’ do Tribunal de Contas da União, por exemplo, já têm sua explícita referência em outro dispositivo constitucional, que é a alínea c do inciso I do art. 102 da Norma Normarum Federal) – ADI 2378/GO.
Como decorrência do estatuto jurídico aplicável aos membros do MP de Contas, extrai-se que eles possuem “plena independência de atuação perante os poderes do Estado, a começar pela Corte junto à qual oficiam (Constituição, artigos 130 e 75).” (ADI 160/TO)
Tal fato infiltra-se nos aspectos de hierarquia e subordinação da carreira (superintendida apenas pela própria instituição), definindo a forma e o modo de operacionalização das matérias correicionais e de vitaliciamento, pois “o órgão do Ministério Público Especial não está hierarquicamente subordinado ao Presidente da Corte, pois há de ter faixa de autonomia funcional, em conformidade com a natureza do ofício ministerial em referência, e que, além disso, decorre da sua própria essência como Parquet.” (ADI 789/DF - Ministro Néri da Silveira).
Portanto, o “preceito da Lei Fundamental da República submete os integrantes do Ministério Público junto aos Tribunais de Contas ao mesmo estatuto jurídico que rege (...) os membros do Ministério Público comum”, pois o objetivo da norma (art. 130 da CF/88) é criar “um sistema de garantias destinado tanto a proteger a instituição quanto tutelar o membro que a integra. A atuação independente do membro do Parquet impõe-se como exigência de respeito aos direitos individuais e coletivos e delineia-se como fator de certeza quanto à efetiva submissão dos Poderes à lei e à ordem jurídica.” (ADI 789-1 - Ministro Celso de Mello).

## Independência e atuação
Assim, implícita à missão outorgada ao Ministério Público de Contas de defesa da ordem jurídica, está a concessão de poderes para bem desempenhar o resguardo do interesse público, notadamente nas questões afetas à proteção da Administração Pública. Para tanto, além de se pronunciar em todos os expedientes submetidos aos Tribunais de Contas, inclusive com a interposição de recursos, estão ao alcance do MPC os instrumentos fiscalizatórios de investigação preliminar, termos de ajustamento, recomendações etc., com destaque para os convênios de cooperação que vêm sendo firmados com os demais ramos do Ministério Público.
Por fim, porquanto a atuação em tão sensível campo demande ainda maiores garantias, inclusive para afiançar a independência destes agentes promotores do Controle Externo, nota-se que a sociedade brasileira busca, para a consecução destes ideais republicanos,  a plena autonomia administrativo-financeira do Parquet de Contas,  com vistas a garantir um correto e desimpedido funcionamento do órgão. Neste sentido citam-se as Propostas de Emenda à Constituição n.º 27/07 (Senado) e n.º 463/10 (Câmara), embora a fisionomia do órgão (com a consequente autonomia) já se possa extrair da presente sistemática constitucional, consoante defendem, entre outros, Hugo Nigro Mazzilli, José Afonso da Silva, Juarez Freitas, Carlos Ayres Britto, Uadi Lammêgo Bulos, Marco Aurélio Mello, Saulo Ramos, José Néri da Silveira, entre outros.
Neste ponto, essencial para o aperfeiçoamento das atividades deste Parquet especializado, ao qual incumbe "promover e fiscalizar o cumprimento e a guarda da Constituição e das Leis, no que se refere à fiscalização contábil, financeira, orçamentária, operacional e patrimonial de competência do Tribunal de Contas, bem como a defesa da ordem jurídica, do regime democrático e dos interesses sociais e individuais indisponíveis, requerendo as medidas de interesse da justiça, da administração e do erário", importante lembrar que o Conselho Nacional do Ministério Público assumiu como atribuição daquele órgão, "no exercício de uma de suas funções institucionais, dar impulso à aquisição definitiva de autonomia administrativa e financeira ao MPC".
A carreira do Ministério Público de Contas possui expressiva representatividade em âmbito nacional (inclusive em número de membros, comparável a outros ramos especializados do MP), embora ainda não esteja regularmente instaurada em todos os Estados da Federação.
A Associação Nacional do Ministério Público de Contas (AMPCON) é a instituição que congrega, em âmbito nacional, os membros do MPC.